# Hundskopf (Goldberggruppe)
Der Hundskopf ist ein 2403 m ü. A. hoher Berg in der Goldberggruppe der Zentralalpen im österreichischen Bundesland Salzburg.

## Lage und Umgebung
Der Gipfel des Hundskopfs erhebt sich an der Grenze zwischen den Gemeinden Bad Hofgastein im Osten und Rauris im Westen, sowie zwischen der Türchlwand (2577 m ü. A.) im Süden und dem Kramkogel (2454 m ü. A.) im Norden. Eine Alm an den nordwestlichen Hängen ist die zur Ortschaft Vorstandrevier gehörende Hofmannalm. Am Berg entspringt ein Zubringer des in die Rauriser Ache mündenden Vorsterbachs. Ein naturnaher Tümpel, dem ein sehr großer ökologischer Wert beigemessen wird, liegt 200 m westlich des Gipfels.
Der Weitwanderweg Salzburger Almenweg verläuft an den südöstlichen Hängen. Am Berg befindet sich eine Stempelstelle für Wandernadeln des Österreichischen Alpenvereins (ÖAV). Der Hundskopf zählt zu den 55 Gipfeln des Gasteinertals, für deren vollständige Besteigung der Gasteiner Gipfelkranz vergeben wird, die höchste Klasse der Gasteiner Wandernadeln des ÖAV.

## Geologie
Der Gipfelbereich des Hundskopfs liegt in einem von Marmor, Phyllit und Glimmerschiefer geprägten Gebiet im Tauernfenster (Penninikum). Dieses geht im Norden zu Serpentinit, Metagabbro und Ophikarbonat und im Süden zu Prasinit und Amphibolit über. Im oberen Bereich des Kars nordöstlich des Gipfels ist ein kleines zweiphasiges System von Seiten- und Endmoränenwällen erhalten.

## Fauna und Flora
An den östlichen Hängen in Gipfelnähe erstreckt sich die Gamswild-Ruhezone Gamskogel, die von 1. Dezember bis 31. Mai nicht betreten werden darf. Noch weiter im Osten befindet sich die Rotwild-Ruhezone Wieden Leidalm, in der von 1. November bis 31. Mai der Zutritt verboten ist. Am Berg wurde die Käferart Hellwigs Dammläufer (Nebria hellwigii) gefunden. An den nordwestlichen und nordöstlichen Hängen finden sich, jeweils mit einigem Abstand zum Gipfel, Bestände der Rostblättrigen Alpenrose (Rhododendron ferrugineum).